# کراسنوگواردیسکویه (آدیغیه)
کراسنوگواردیسکویه (روسی: Красногварде́йское) شهری در روسیه است که آدیغیه واقع شده است.